# ГЕС Нам-Нгум 1
ГЕС Нам-Нгум 1 — гідроелектростанція у північно-західній частині Лаосу. Знаходячись після ГЕС Нам-Нгум 2, становить нижній ступінь каскаду на річці Нам-Нгум, лівій притоці Меконгу (впадає до Південно-Китайського моря на узбережжі В'єтнаму).
У межах проекту річку перекрили бетонною гравітаційною греблею висотою 75 метрів та довжиною 468 метрів, яка потребувала 360 тис. м3 матеріалу. Вона утворила водосховище з площею поверхні 370 км2 та об'ємом 7 млрд м3 (корисний об'єм 4,7 млрд м3).
Для збільшення виробітки у 1996 році завершили проект з перекидання до сховища ресурсу із річки Нам-Сонг, лівої притоки Нам-Лік, котра в свою чергу впадає праворуч до Нам-Нгум одразу після греблі ГЕС Нам-Нгум 1. Для цього Нам-Сонг перекрили комбінованою (центральна бетонна частина плюс бічні земляні ділянки) греблею висотою 21 метр, створений якою підпір спрямовує воду до прокладеного через водорозділ зі сховищем Нам-Нгум каналу довжиною 2,5 км.
Пригреблевий машинний зал 1971 року ввели в експлуатацію з двома турбінами типу Френсіс потужністю по 17,5 МВт. За сім років до них додали ще дві того ж типу, проте значно більшої потужності — по 40 МВт. В подальшому розширення станції йшло саме за рахунок гідроагрегатів з таким показником — ще один додали у 1983-му, а два запустили в 2018-му (вони носять номери 7 та 8 оскільки планувалось, що до того буде змонтований шостий агрегат, чого однак поки не сталось).
Турбіни станції працюють при напорі у 44 метри. До запуску агрегатів 7 та 8 станція забезпечувала виробництво 957 млн кВт-год електроенергії на рік.